# Giornate commemorative di Cristoforo Colombo
Le giornate commemorative di Cristoforo Colombo si celebrano in molte nazioni il 12 ottobre, giorno dell'arrivo in America di Cristoforo Colombo nel 1492, e assumono nomi differenti a seconda dello Stato.

## Lista

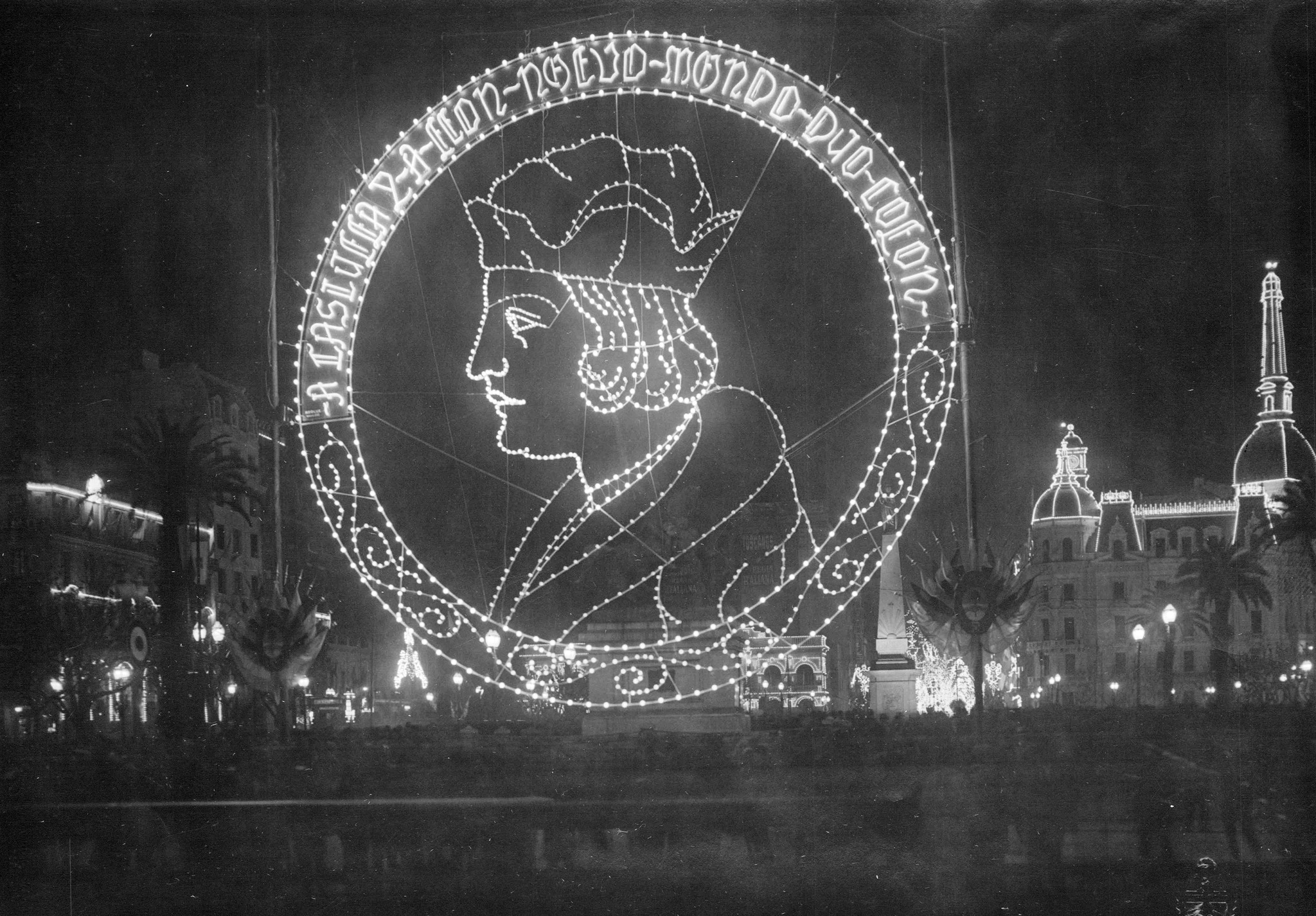
Celebrazione della Día de la Raza in Plaza de Mayo nel 1929

In Italia e negli Stati Uniti si celebra l'arrivo di Cristoforo Colombo in America, mentre in America Latina dove la figura di Colombo ritenuto il primo colonialista viene criticata, si celebra l'incontro controverso tra la civiltà precolombiana e quella europea  .
- Argentina: il Día de la Raza, istituito nel 1917 in Argentina, primo Paese latinoamericano a festeggiarla, da Hipólito Yrigoyen per celebrare il primo incontro tra gli Europei e i nativi americani e l'avvento di una nuova razza, prodotto dell'unione tra indigeni e europei, è stato rinominato Día del Respeto a la Diversidad Cultural dalla Presidente Cristina Fernández, che, seguendo i consigli del presidente venezuelano Hugo Chávez, ha rimosso il monumento a Colombo di Buenos Aires, donato dalla comunità italiana all'inizio del ventesimo secolo, e l'ha sostituito con uno di Juana Azurduy de Padilla.
- Bahamas: si celebra come Discovery Day, giorno festivo.[1]
- Belize: si celebra come Pan-American Day, giorno festivo.
- Bolivia: istituita come Día de la Descolonización con decreto del 12 ottobre 2011,[2] è stata poi rinominata Día de la Liberación, de la Identidad y de la Interculturalidad.
- Cile: dichiarato giorno festivo mediante la legge 3810 del 1922,[3] che lo denominò Aniversario del Descubrimiento de América, anche se informalmente è conosciuto come Día de la Raza, nome con cui la Spagna lo celebra nello stesso periodo. La legge 19668 del 2000[4] lo rinominò Día del Encuentro de Dos Mundos, tuttavia si continua ad usare il nome informale.
- Colombia: si celebra come Día de la Hispanidad, istituita come festa nazionale con la legge 35 del 1939,[5] è stata modificata con la legge 51 del 22 dicembre 1983.[6]
- Costa Rica: ufficialmente nel 1968 si istituì il Día del Descubrimiento y la Raza, però nel 1994 questa festività si trasformò ufficialmente nel Día de las Culturas ("giorno delle culture") con la finalità di esaltare in forma congiunta tanto gli apporti culturali degli spagnoli, degli indigeni e degli afrocaraibici.
- Cuba: non si celebra il 12 ottobre, ma il 10 ottobre, con altro significato: celebra il giorno in cui cominciò la guerra di indipendenza contro la Spagna, nel 1868.
- Ecuador: si celebra come Día de la Interculturalidad, dal 2011.
- El Salvador: si celebra come Día de la Hispanidad.[7]
- Honduras: festa nazionale, si celebra come Día de la Raza.
- Italia: si celebra come Giornata nazionale di Cristoforo Colombo, dal 2004.[8][9]
- Messico: si celebra come Día de la Raza, istituita nel 1928 per iniziativa di José Vasconcelos, che nel nome allude alla raza iberoamericana, con un significato di identità e sincretismo culturale.[10]
- Nicaragua: è considerata una festa importante e nel tempo ha cambiato nome: all'inizio si chiamò Día de la Raza, poi Día de la Hispanidad e oggi è chiamata ufficialmente dal Ministero dell'Educazione Día de la Resistencia Indígena, commemorando così la lotta dei popoli originari e il ricco bagaglio culturale apportato alla nazionalità nicaraguense.
- Perù: si celebra come Día de los Pueblos Originarios y del Diálogo Intercultural, istituita con la legge 29421 del Congresso, promulgata dal presidente Alan García il 9 ottobre 2009.
- Rep. Dominicana: si celebra come Día de la Identidad y Diversidad Cultural o anche, Día del Encuentro entre dos Culturas, mai come Día de la Raza, poiché quest'ultimo nome parla di una sola razza, quella spagnola, lasciando in disparte gli indigeni e gli afrocaraibici, componenti importanti nella conformazione dell'identità dominicana.[11][12]
- Spagna: istituita come Fiesta de la Raza mediante una legge del 15 giugno 1918,[13] promulgata dal governo di Antonio Maura durante il regno di Alfonso XIII (la raza citata nel nome era semplicemente quella spagnola e non era presente la caratterizzazione di "festa dei meticci" presente in molti Paesi sudamericani), che la dichiara festa nazionale, nel 1940, con ordinanza ministeriale,[14] viene rinominata Día de la Raza, nel 1958, mediante un decreto,[15] viene rinominata Fiesta de la Hispanidad, denominazione confermata nel 1981, e nel 1987 assume la denominazione di Fiesta Nacional de España.[16]
- Stati Uniti: si celebra come Columbus Day, con un carattere di celebrazione della comunità italo-americana.
- Uruguay: si celebra come Día de las Américas, dal 1915.
- Venezuela: istituita come Día de la Raza nel 1921 con decreto presidenziale di Juan Vicente Gómez. Il presidente Hugo Chávez, su sollecitazione delle organizzazioni indigene e con l'appoggio del Ministro dell'Istruzione Aristóbulo Isturiz, decreta il Día de la Resistencia Indígena nel 2002.[17]